# Збагачення бурозалізнякових руд
Збагачення бурозалізнякових руд
Бурозалізнякові руди в країнах пострадянського простору збагачують по промивних, гравітаційних і комбінованих гравітаційно-магнітних схемах. Технологічні показники роботи ЗФ представлені в таблиці. Технологічні схеми промивання однотипні і включають дроблення вихідної руди до крупності 200(100,75) - 0 мм, промивання і сортування промитої руди на кускові та агломераційні руди. На Кіреєвській ЗФ промиту руду піддають термічному сушінню.
Приріст вмісту Fe невисокий - 4-9 % (виключення - Марсятська ЗФ). Вміст заліза у хвостах досягає 30 %. Дроблення щільної руди здійснюється в щокових, глинистої - в молоткових дробарках. Промивання здійснюється в бутарах або коритних мийках. Готова продукція фабрик представлена кусковими (доменними) концентратами та агломераційними рудами.
Показники роботи фабрик по переробці бурозалізнякових руд

Збагачення керченських бурозалізнякових руд на Камиш-Бурунській ЗФ здійснюється за двома схемами: промивочно-гравітаційною (1-4 секції) і гравітаційною (5-та секція). Перша схема застосовується для збагачення більш легкозбагачуваних коричневих, друга - для важкозбагачуваних тютюнових руд, що представляють основні запаси Керченського родовища.

Рис. 1– Схема збагачення бурозалізнякової руди.

Лисаківського ГЗК

За промивочно-гравітаційною схемою руда крупністю 400-0 мм надходить на зубчасті валкові дробарки, де дробиться до крупності 80-0 мм. Далі - на коритні двохшнекові мийні машини. Мита руда піддається просіванню (d = 8 мм). Клас + 8 мм надходить на гладкі валкові дробарки, клас -8 мм разом з дробленим матеріалом направляється на повторне промивання в коритні шнекові машини. Після другого промивання руда надходить у класифікатори, де знешламлюється і направляється на зневоднювання в горизонтальних ковшевих конвеєрах. Зливи класифікатора, промивання і зневоднювання піддаються гідроциклонуванню. Піски гідроциклонів повертаються в класифікатор, а зливи йдуть у щілинну ринву, де виділяються хвости. Промпродукти щілинної ринви спільно зі зливами першого промивання піддаються відсадженню. Промпродукт відсадження повертається на вторинне промивання.
Гравітаційна схема збагачення керченських руд здійснена на 5-й секції фабрики. Тут застосована схема гідравлічного відсадження. Відсадженню піддається матеріал крупністю 3-0 мм. Руда спочатку дробиться в дві стадії на валкових дробарках до крупності 25-0 мм. Наступне здрібнювання до необхідної крупності здійснюється в стрижневому млині з попереднім просіванням. Відсадження ведеться в безпоршневих відсадочних машинах ОМР-1. В результаті відсадження виділяється готовий концентрат та відвальні відходи. Зневоднювання концентрату після знешламлення та згущення на спіральних класифікаторах - на стрічкових вакуум-фільтрах.
Більш ефективні гравітаційно-магнітна і обпалмагнітна технології збагачення бурозалізнякових руд впроваджені на Лисаковському ГЗК. ЗФ Лисаковського комбінату складається із чотирьох секцій, три з яких працюють по магнітно-гравітаційної, а одна - обпалмагнитній технології.
Технологічна схема гравітаційно-магнітного збагачення (див.рис. ) включає: дроблення в молоткових дробарках до 30 мм; мокре просівання по класу 2 мм; здрібнювання класу +2 мм у стрижневих млинах до -2 мм; знешламлення класу 2-0 мм у спіральних класифікаторах; два прийоми відсадження знешламленої руди з виділенням концентрату і промпродукту; три прийоми магнітної сепарації промпродукту відсадження з виділенням концентрату і хвостів. В схему включений поліградієнтний сепаратор 2/2 ЭРФМ-160 для виділення концентрату з знешламлених хвостів відсадження другого прийому. Застосування цих сепараторів дозволило збільшити вилучення заліза в концентрат на 6-7 %.
Гравітаційне збагачення забезпечується в два прийоми з перечищенням підрешітного продукту машин типу ОМР-1А. Відсадження забезпечує вміст заліза в концентраті на рівні 49-50 %, в промпродукті - 38-39 %.
Магнітна сепарація ведеться в три прийоми з перечищенням магнітної фракції після попереднього зневоднювання магнітних продуктів у кожному прийомі.
В результаті магнітного збагачення виділяється близько 27-28 % концентрату з вмістом заліза 48-49 % (вихід концентрату відсадження становить 38-39 %). Магнітна сепарація здійснюється на сепараторах типу 4 ЭВФМ-45/250. Зневоднювання концентрату - на стрічкових вакуум-фільтрах з попереднім зневоднюванням у спіральному класифікаторі. В осінньо-зимовий період концентрат піддається сушінню в сушильних барабанах до Wr = 3-4 %.
Секція №4 ЗФ працює за обпалмагнітною схемою та включає: дроблення руди до крупності 30-0 мм у молоткових дробарках; її сушіння; дроблення до крупності 10 мм; магнетизуючий випал (вугілля як паливо); дві стадії здрібнювання до крупності 75 % класу -0,074 мм; три стадії ММС; чотири стадії знешламлення і фільтрування концентрату. Випал дробленої руди здійснюється в печі ступенево-зваженого стану (СЗС). 
Технологічні показники обпалмагнітного збагачення лисаківських руд такі: вихід концентрату - 52,5 %; вміст заліза в концентраті - 61,6 %; в хвостах - 16,2 %; вилучення металу з руди 85,1 %; втрати при прожарюванні - до 12,5 %. в хвостах - 16,2 %; вилучення металу з руди 85,1 %; втрати при прожарюванні - до 12,5 %.